# Konsulat Ukrainy w Gdańsku

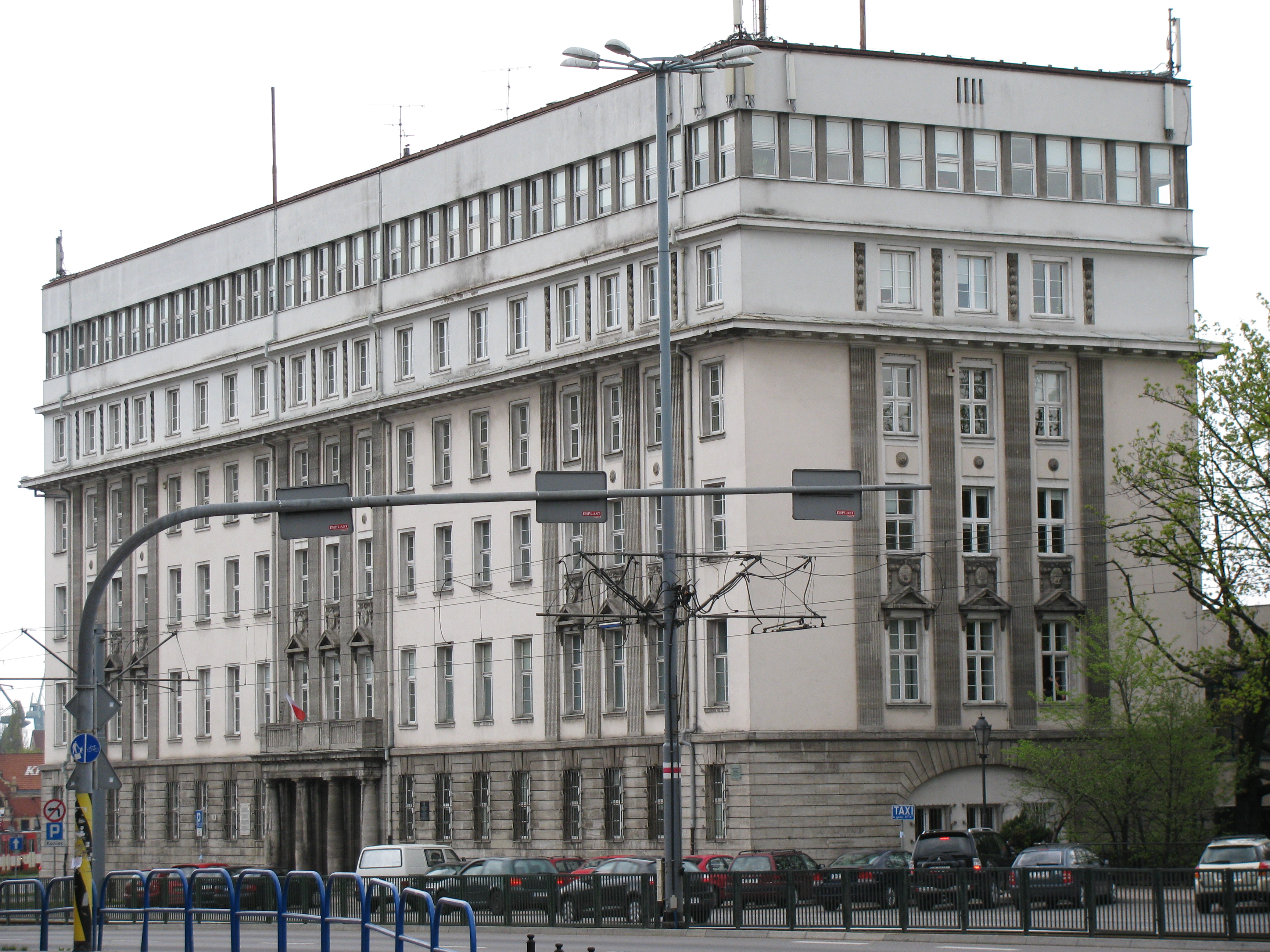
Dawny Dom Partii – b. siedziba m.in. Konsulatu Ukrainy w Gdańsku przy Elisabethwall, obecnie Wałach Jagiellońskich (1920-1921)

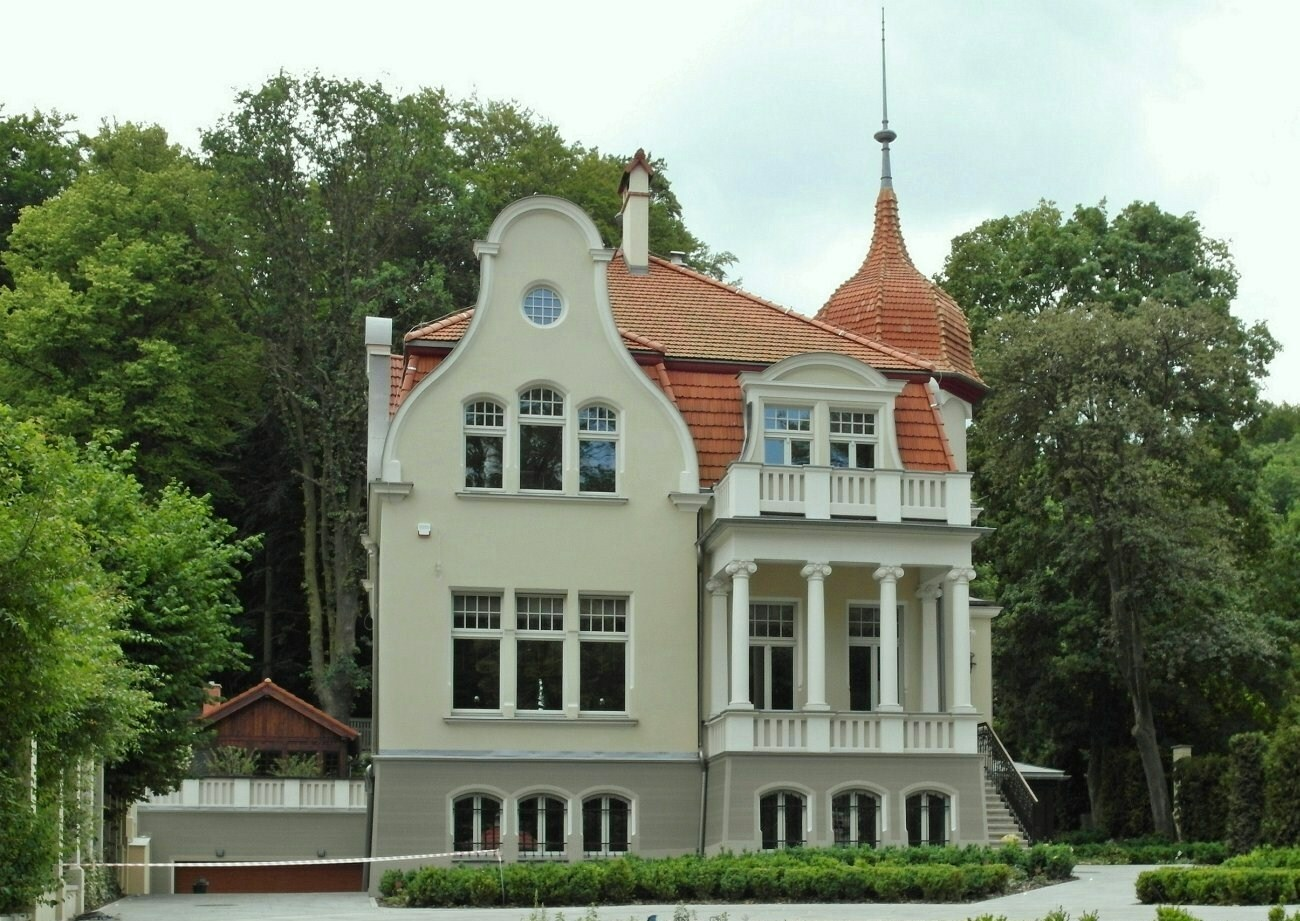
Willa Kirsch – b. siedziba m.in. Konsulatu Ukrainy w Gdańsku przy ul. Jaśkowa Dolina 44 (1994-2007)

Konsulat Ukrainy w Gdańsku (ukr. Консульство України в Гданську) – ukraińska placówka konsularna mieszcząca się w Gdańsku.

## Historia
Epizodycznie Ukraina była obecna w Gdańsku w latach 1920–1921, kiedy funkcjonował tutaj Konsulat Ukraińskiej Republiki Ludowej. Nieformalnie konsul Ukrainy przebywał w Gdańsku do 1923 pod szyldem Ukraińskiego Komitetu Pomocy (Український комітет допомоги). Współcześnie, po rozpadzie ZSRR, Konsulat otwarto ponownie w 1994. Przez pewien czas miał rangę generalnego, którą następnie obniżono.
Terenem działania konsulatu jest okręg obejmujący województwa: kujawsko-pomorskie, pomorskie, warmińsko-mazurskie, zachodniopomorskie.

## Siedziba
Po raz pierwszy konsulat mieścił się przy Holzmarkt 22, obecnie Targ Drzewny, następnie w budynku Gdańskiego Towarzystwa Ubezpieczeń od Ognia (Danziger Feuersocietät) przy Elisabethwall 9, obecnie Wały Jagiellońskie 36 (1920–1921). Później w budynku swoją siedzibę miały też konsulaty – m.in. Stanów Zjednoczonych (1921–1940), Wielkiej Brytanii (1930–1939) i Szwajcarii (1933–1940). Konsul rezydował w Domu Niemieckim (Deutsche Haus) przy Holzmarkt 12-14, następnie w Sopocie, gdzie w końcowym okresie pełnił też obowiązki konsularne.
Od 1994 urząd, tym razem w randze konsulatu generalnego, mieścił się w Willi Kirsch z 1856 przy ul. Jaśkowa Dolina 44, obecnie przy ul. Bernarda Chrzanowskiego 60a (2007-).

## Konsulowie
- 1920–1921, [1924] – płk. Kłym Pawluk
- 1994–1998 – Wołodymir Błażeńczuk
- 1999–2002 – Mykoła Miszczuk
- 2002–2006 – dr Zinowij Kurawski
- 2006–2011 – Ołeksandr Medownikow
- 2011–2014 – prof. Myron Jankiw
- 2014–2016 – Oksana Denys
- 2016–2021 – Łew Zacharczyszyn[8][9]
- od 2021 – Oleksandr Plodystyi